# Aleksander Grabowski

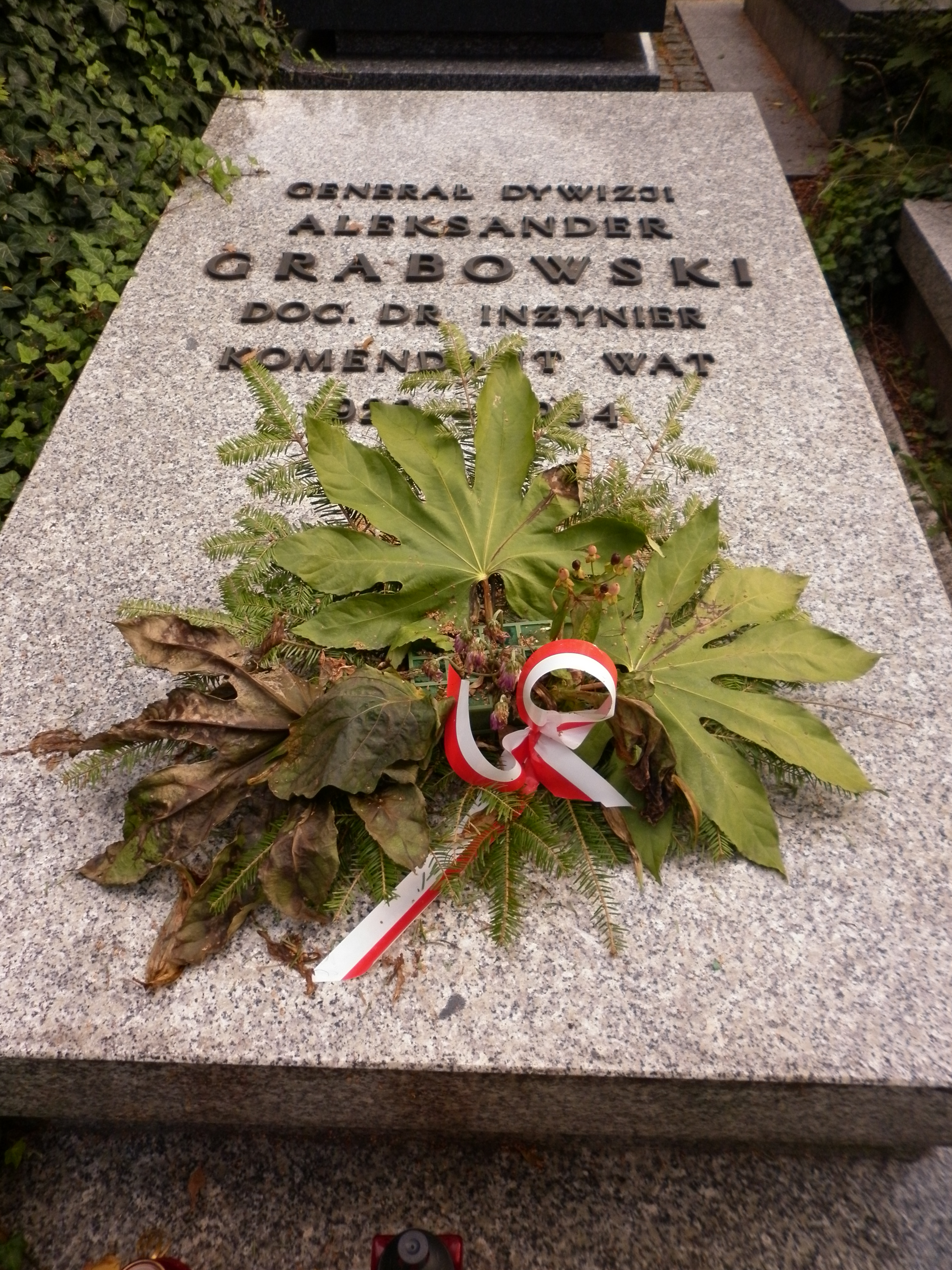
Grób gen. dyw. Aleksandra Grabowskiego i jego żony Jadwigi na Cmentarzu Wojskowym na Powązkach

Aleksander Grabowski (ur. 1 sierpnia 1923 w Sieprawicach, zm. 13 września 1984 w Warszawie) – generał dywizji Wojska Polskiego, doc. dr inż.

## Życiorys
Syn Tomasza (rolnika) i Antoniny (1890-1938). W latach 1929–1935 uczęszczał do Państwowej Szkoły Powszechnej w Jastkowie, a następnie do Państwowego Gimnazjum im. Stanisława Staszica w Lublinie, które ukończył w 1939 r. W okresie okupacji pracował w gospodarstwie ojca, a w 1941 przez rok uczył się w Gimnazjum Budowlanym w Lublinie. W marcu 1943 wstąpił do Batalionów Chłopskich, gdzie służył pod pseudonimem „Termit”. Brał udział w akcjach sabotażowych i dywersyjnych. Od sierpnia 1944 służył w WP. W 1945 skończył Oficerską Szkołę Artylerii w Toruniu. Od 1946 dowódca plutonu dowodzenia w 86 Łużyckim Pułku Artylerii Przeciwlotniczej w Lesznie. W 1947 zdał eksternistycznie maturę w liceum matematyczno – fizycznym w Lesznie. Od sierpnia 1950 dowódca baterii w 86 pułku artylerii przeciwlotniczej, a następnie starszy pomocnik do spraw operacyjnych szefa sztabu 9 Dywizji Artylerii Przeciwlotniczej w Warszawie. 1 kwietnia 1951 został dowódcą 94 Pułku Artylerii Przeciwlotniczej w Warszawie. W 1952 został dowódcą 15 Dywizji Artylerii Obrony Przeciwlotniczej. 1955–1956 odbył szkolenie na Wyższym Kursie Akademickim przy Fakultecie Artylerii Przeciwlotniczej Wojskowej Akademii Artylerii w Leningradzie. Po powrocie do kraju powrócił na poprzednio zajmowane stanowisko dowódcy dywizji. Od 13 października 1957 do 25 listopada 1959 w stopniu pułkownika dowodził 13 Dywizją Artylerii Obrony Przeciwlotniczej w Bytomiu. W 1959 przeszedł do Dowództwa Wojsk Obrony Przeciwlotniczej Obszaru Kraju na stanowisko zastępcy szefa Inspektoratu Artylerii OPL OK.
Jako uczestnik kursu – przeszkolenia na zestawy rakietowe średniego zasięgu w miejscowości Ułan Ude w byłym ZSRR od 2 lutego do 18 czerwca 1959 roku był jednym z pionierów przezbrajania polskich jednostek obrony przeciwlotniczej.
W latach 1959–1963 był pierwszym komendantem Ośrodka Szkolenia Specjalistów Artylerii (później Centrum Szkolenia Specjalistów Artylerii i Radiotechniki). W 1963 powrócił do Dowództwa Wojsk Obrony Powietrznej Kraju, gdzie był kolejno zastępcą szefa Artylerii OPK do spraw liniowych, a od 1968 szefem Artylerii OPK. W latach 1969–1972 zastępca dowódcy Wojsk Obrony Powietrznej Kraju ds. planowania i techniki. W systemie zaocznym ukończył w 1964 roku studia na Wydziale Radiotechnicznym Wojskowej Akademii Technicznej uzyskując dyplom magistra inżyniera radiotechnika. W październiku 1971 awansowany uchwałą Rady Państwa do stopnia generała brygady. Akt nominacyjny otrzymał z rąk przewodniczącego Rady Państwa PRL Józefa Cyrankiewicza. Od września 1972 zajmował stanowisko zastępcy komendanta Wojskowej Akademii Technicznej. W lutym 1973 Rada Wydziału Cybernetyki WAT nadała mu stopień doktora nauk technicznych. W styczniu 1975 został pełniącym obowiązki komendanta uczeni (po gen. dyw. prof. Sylwestrze Kaliskim). Równocześnie powołano go na stanowisko docenta. W 1976 zatwierdzony na stanowisku komendanta WAT. W październiku 1977 awansowany do stopnia generała dywizji. Nominację wręczył mu 10 października 1977 w Belwederze I sekretarz Komitetu Centralnego PZPR Edward Gierek.
W 1983 roku wyróżniony wpisem do Honorowej Księgi Czynów Żołnierskich. Zmarł 13 września 1984 w Warszawie. Został pochowany z pełnymi honorami na Cmentarzu Komunalnym na Powązkach (kwatera B4-7-2). W pogrzebie udział wziął m.in. minister obrony narodowej gen. broni Florian Siwicki, a mowy pożegnalne wygłosili wiceminister obrony narodowej, Główny Inspektor Techniki WP gen. broni Zbigniew Nowak oraz komendant WAT gen. bryg. prof. dr hab. inż. Edward Włodarczyk.
Jego zasługą było zorganizowanie ośrodka szkolenia specjalistów artylerii i radiotechniki w Bemowie Piskim. Jako zastępca dowódcy Wojsk Obrony Powietrznej Kraju włożył wiele wysiłku w modernizację i rozwój jednostek rakietowych Obrony Powietrznej Kraju. Jako komendant Wojskowej Akademii Technicznej wniósł nowe wartości do rozwoju myśli naukowo-technicznej i praktycznych rozwiązań wykorzystywanych również w wielu dziedzinach gospodarki.
Był autorem licznych opracowań z dziedziny cybernetyki i naukowych metod organizacji i zarządzania. Był członkiem wielu rad naukowych, m.in. członkiem Kolegium Głównego Inspektora Techniki WP oraz członkiem Rady MON ds. Naukowo-Technicznych.

## Awanse
- podporucznik – 1945
- porucznik – 1946
- kapitan – 1949
- major – 1951
- podpułkownik – 1952
- pułkownik – 1956
- generał brygady – 1971
- generał dywizji – 1977

## Życie prywatne
Mieszkał w Warszawie. Od 1951 żonaty z Jadwigą z domu Deszkiewicz (zmarła w 2013). Miał dwie córki.

## Odznaczenia
- Order Sztandaru Pracy I klasy (1982)
- Krzyż Komandorski Orderu Odrodzenia Polski (1975)
- Krzyż Oficerski Orderu Odrodzenia Polski (1968)
- Krzyż Kawalerski Orderu Odrodzenia Polski (1963)
- Złoty Krzyż Zasługi (1958)
- Srebrny Krzyż Zasługi (1947)
- Krzyż Partyzancki (1958)
- Medal „Za udział w walkach o Berlin” (1970)
- Medal 30-lecia Polski Ludowej
- Medal 40-lecia Polski Ludowej
- Złoty Medal „Siły Zbrojne w Służbie Ojczyzny” (1968)
- Srebrny Medal „Siły Zbrojne w Służbie Ojczyzny”
- Brązowy Medal „Siły Zbrojne w Służbie Ojczyzny”
- Złoty Medal „Za zasługi dla obronności kraju” (1973)
- Srebrny Medal Za zasługi dla obronności kraju
- Brązowy Medal Za zasługi dla obronności kraju
- Medal 100 lat ruchu robotniczego w Polsce (1982)[4]
- Srebrna Odznaka „Za Zasługi dla Obrony Cywilnej” (1983)
- Medal 60 Lat Sił Zbrojnych ZSRR (1979)
- Medal „Za umacnianie braterstwa broni” (ZSRR)

Oraz odznaki i inne medale.